# Distretto di Oum Toub
Il distretto di Oum Toub è un distretto della Provincia di Skikda, in Algeria.

## Comuni
Il distretto di Oum Toub comprende 1 comune:
- Oum Toub